# Enispa irregularis
Enispa irregularis är en kräftdjursart som först beskrevs av Pieter Bleeker 1857.  Enispa irregularis ingår i släktet Enispa och familjen Cymothoidae. Inga underarter finns listade i Catalogue of Life.